# Bujnovo (distrikt i Tărgovisjte)
Bujnovo (bulgariska: Буйново) är ett distrikt i Bulgarien.   Det ligger i kommunen Obsjtina Tărgovisjte och regionen Tărgovisjte, i den nordöstra delen av landet, 290 km öster om huvudstaden Sofia.